# Tha Carter V
Tha Carter V ist das zwölfte Studioalbum des US-amerikanischen Rappers Lil Wayne, das im September 2018 erschien.

## Entstehung und Veröffentlichung
Im Juli 2012 sagte Lil Wayne, dass das Album im Jahr 2013 veröffentlicht werde. Im November 2012 gab Lil Wayne bekannt, Tha Carter V sei sein letztes Album. Er sagte zuvor, dass er im Alter von 35 Jahren in Rente gehen werde, und erklärte, dass er vier Kinder habe und dass er sich egoistisch fühle, wenn er ins Studio gehe. Am 18. Oktober 2013 twitterte der Vizepräsident der Cash Money Records, Mel Smith, das Album werde bald erscheinen. Am 15. Februar 2014 während der „NBA All-Star Weekend“-Feierlichkeiten beim Sprite’s NBA-All-Star-Konzert im House of Blues in New Orleans trat Lil Wayne als Special Guest während Drakes Set auf und spielte verschiedene Hits. Wayne und Drake brachten dann die Nachricht, dass Tha Carter V am 5. Mai 2014 veröffentlicht werden solle. Am 27. März 2014 verkündete Waynes Manager Cortez Bryant, dass die Veröffentlichung des Albums sich verzögern werde. Am 28. April 2014 enthüllte der Basketballspieler Kobe Bryant von den Los Angeles Lakers das Albumcover von Tha Carter V über das Soziale Netzwerk Instagram, da einige Tage darüber spekuliert wurde. Als Lil Wayne im Mai 2014 nach Tha Carter V gefragt wurde, sagte er, dass es auf dem Album um „Wachstum“ gehe und dass seine Musik „persönlich sein soll“.
Die Erstveröffentlichung von Tha Carter V erfolgte schließlich am 28. September 2018 bei Young Money Entertainment. Das Album erschien in seiner Originalausführung als CD (Katalognummer: 060257711269) sowie zum Download und Streaming (Katalognummer: 00602577153884) mit 23 Titeln. Am 22. Februar 2019 erschien es erstmals als LP-Ausführung (Katalognummer: 060257715372).

## Aufnahme und Produktion
Im Mai 2014 kündigte Lil Waynes langjähriger Plattenproduzent, der ehemalige Cash-Money-Künstler Mannie Fresh, an, dass er bei Tha Carter V erneut mit Wayne arbeiten werde. Die Zusammenarbeit markiert das erste Mal in 10 Jahren, dass Fresh und Wayne zusammenarbeiteten, nachdem Wayne im Jahr 2004 Tha Carter veröffentlichte und Fresh anschließend die Verbindung zu den Cash Money Records abbrach. Im Mai 2014 gab der Produzent und Rapper Soulja Boy, der zuvor „Wowzerz“ von I Am Not A Human Being II (2013) für Lil Wayne produzierte, bekannt, dass er mit Wayne an der fünften Folge der Tha-Carter-Serie arbeite. Im Juni 2014 enthüllte der Plattenproduzent Mike Will Made It, er habe drei Aufnahmen für Lil Waynes Tha Carter V produziert. Im Juli 2014 bestätigte Lil Waynes Mitarbeiter DVLP, dass er Songs für Tha Carter V produziert habe. Auf dem roten Teppich der MTV Video Music Awards 2014 in Kalifornien am 24. August bestätigte West-Coast-Hip-Hop-Produzent DJ Mustard gegenüber MTV, dass Lil Wayne über einen seiner Beats auf dem Album rappen werde. Im April 2016 enthüllte der New Yorker Plattenproduzent Myles William der Arizona State Press, dass er für Tha Carter V einen Song produzieren werde.
Viele Lieder von Tha Carter V wurden Jahre vor der Veröffentlichung des Albums aufgenommen, so im Jahr 2014 Mona Lisa mit Kendrick Lamar. Über das Lied wurde sich lustig gemacht, nachdem Martin Shkreli das Projekt 2016 erwerben konnte und das Lied im Livestream gespielt wurde. Das Lied „What About Me“ war ursprünglich mit Drake und wurde 2015 aufgenommen. Post Malone sollte in der Woche vor der Veröffentlichung zu dem Song hinzugefügt werden, obwohl er nicht in der endgültigen Veröffentlichung war, möglicherweise aufgrund des Verses, der nicht beendet wurde.
Tha Carter V wurde von Colin Leonard bei SING Mastering gemastert und von Fabian Marasciullo gemischt.

## Titelliste
1. I Love You Dwayne – 2:00
2. Don’t Cry (feat. XXXTentacion) – 4:09
3. Dedicate – 3:09
4. Uproar – 3:13
5. Let It Fly (feat. Travis Scott) – 3:06
6. Can’t Be Broken – 3:13
7. Dark Side Of The Moon (feat. Nicki Minaj) – 4:02
8. Mona Lisa (feat. Kendrick Lamar) – 5:24
9. What About Me (feat. Sosamann) – 3:36
10. Open Letter – 4:29
11. Famous (feat. Reginae Carter) – 4:02
12. Problems – 3:28
13. Dope Niggaz (feat. Snoop Dogg) – 3:25
14. Hittas – 3:43
15. Took His Time – 4:22
16. Open Safe – 3:43
17. Start This Shit Off Right (feat. Ashanti and Mack Maine) – 4:40
18. Demon – 3:34
19. Mess – 3:32
20. Dope New Gospel (feat. Nivea) – 3:27
21. Perfect Strangers – 4:09
22. Used 2 – 4:00
23. Let It All Work Out – 5:16

## Singleauskopplungen
| Jahr | Titel                     | Höchstplatzierung, Gesamtwochen, AuszeichnungChartplatzierungen (Jahr, Titel, , Platzierungen, Wochen, Auszeichnungen, Anmerkungen) | Höchstplatzierung, Gesamtwochen, AuszeichnungChartplatzierungen (Jahr, Titel, , Platzierungen, Wochen, Auszeichnungen, Anmerkungen) | Höchstplatzierung, Gesamtwochen, AuszeichnungChartplatzierungen (Jahr, Titel, , Platzierungen, Wochen, Auszeichnungen, Anmerkungen) | Höchstplatzierung, Gesamtwochen, AuszeichnungChartplatzierungen (Jahr, Titel, , Platzierungen, Wochen, Auszeichnungen, Anmerkungen) | Anmerkungen                                                |
| Jahr | Titel                     | AT | CH | UK | US | Anmerkungen                                                |
| --- | ------------------------- | --- | --- | --- | --- | ---------------------------------------------------------- |
| 2018 | Uproar                    | — | — | UK99 (1 Wo.)UK | US7 (20 Wo.)US | Erstveröffentlichung: 28. September 2018                   |
| Folgende Lieder erschienen nicht als Single, wurden aber durch das Album zum Download und Streaming bereitgestellt und konnten somit eine Platzierung erlangen: |                           | | | | |                                                            |
| |                           | | | | |                                                            |
| 2018 | Mona Lisa                 | AT68 (1 Wo.)AT | CH36 (1 Wo.)CH | UK21 (3 Wo.)UK | US2 (8 Wo.)US | Charteinstieg: 13. Oktober 2018 feat. Kendrick Lamar       |
| 2018 | Don’t Cry                 | — | CH64 (1 Wo.)CH | UK28 (2 Wo.)UK | US5 (3 Wo.)US | Charteinstieg: 13. Oktober 2018 feat. XXXTentacion         |
| 2018 | Let It Fly                | — | CH66 (1 Wo.)CH | UK41 (1 Wo.)UK | US10 (2 Wo.)US | Charteinstieg: 13. Oktober 2018 feat. Travis Scott         |
| 2018 | Dedicate                  | — | — | — | US14 (2 Wo.)US | Charteinstieg: 13. Oktober 2018                            |
| 2018 | Can’t Be Broken           | — | — | — | US17 (2 Wo.)US | Charteinstieg: 13. Oktober 2018                            |
| 2018 | What About Me             | — | — | — | US24 (1 Wo.)US | Charteinstieg: 13. Oktober 2018 feat. Sosaman              |
| 2018 | Dark Side of the Moon     | — | — | — | US24 (1 Wo.)US | Charteinstieg: 13. Oktober 2018 feat. Nicki Minaj          |
| 2018 | Famous                    | — | — | — | US36 (1 Wo.)US | Charteinstieg: 13. Oktober 2018 feat. Reginae Carter       |
| 2018 | Dope Niggaz               | — | — | — | US39 (1 Wo.)US | Charteinstieg: 13. Oktober 2018 feat. Snoop Dogg           |
| 2018 | Open Letter               | — | — | — | US47 (1 Wo.)US | Charteinstieg: 13. Oktober 2018                            |
| 2018 | Problems                  | — | — | — | US57 (1 Wo.)US | Charteinstieg: 13. Oktober 2018                            |
| 2018 | Hittas                    | — | — | — | US59 (1 Wo.)US | Charteinstieg: 13. Oktober 2018                            |
| 2018 | Open Safe                 | — | — | — | US62 (1 Wo.)US | Charteinstieg: 13. Oktober 2018                            |
| 2018 | Took His Time             | — | — | — | US65 (1 Wo.)US | Charteinstieg: 13. Oktober 2018                            |
| 2018 | Mess                      | — | — | — | US74 (1 Wo.)US | Charteinstieg: 13. Oktober 2018                            |
| 2018 | Let It All Work Out       | — | — | — | US75 (1 Wo.)US | Charteinstieg: 13. Oktober 2018                            |
| 2018 | Start This Shit Off Right | — | — | — | US76 (1 Wo.)US | Charteinstieg: 13. Oktober 2018 feat. Ashanti & Mack Maine |
| 2018 | Used 2                    | — | — | — | US78 (1 Wo.)US | Charteinstieg: 13. Oktober 2018                            |
| 2018 | Demon                     | — | — | — | US81 (1 Wo.)US | Charteinstieg: 13. Oktober 2018                            |
| 2018 | Perfect Strangers         | — | — | — | US86 (1 Wo.)US | Charteinstieg: 13. Oktober 2018                            |
| 2018 | Dope New Gospel           | — | — | — | US90 (1 Wo.)US | Charteinstieg: 13. Oktober 2018 feat. Nivea                |

## Kommerzieller Erfolg
Tha Carter V avancierte zum Nummer-eins-Album in Kanada und den Vereinigten Staaten. In den Vereinigten Staaten ist es nach Tha Carter III (Juni 2008), I Am Not a Human Being (Oktober 2010) und Tha Carter IV (September 2011) Lil Waynes viertes Nummer-eins-Album.

### Chartplatzierungen
| ChartsChartplatzierungen       | Höchstplatzierung | Wochen |
| ------------------------------ | ----------------- | ------ |
| Deutschland (GfK)              | 33 (3 Wo.)        | 3      |
| Österreich (Ö3)                | 15 (2 Wo.)        | 2      |
| Schweiz (IFPI)                 | 12 (3 Wo.)        | 3      |
| Vereinigte Staaten (Billboard) | 1 (81 Wo.)        | 81     |
| Vereinigtes Königreich (OCC)   | 5 (5 Wo.)         | 5      |

| ChartsJahrescharts (2018)      | Platzierung |
| ------------------------------ | ----------- |
| Vereinigte Staaten (Billboard) | 24          |

| ChartsJahrescharts (2019)      | Platzierung |
| ------------------------------ | ----------- |
| Vereinigte Staaten (Billboard) | 40          |

### Auszeichnungen für Musikverkäufe
Das Album verkaufte sich laut Schallplattenauszeichnungen über zwei Millionen Mal. Es verkaufte sich alleine in der ersten Verkaufswoche über 480.000 Mal in den Vereinigten Staaten, davon über 140.000 physische Einheiten. Es hatte zudem die zweitbeste Streaming-Woche für ein Album hinter Drakes Scorpion mit 433 Millionen Streams.
| Land/Region                  | Auszeichnungen für Musikverkäufe (Land/Region, Auszeichnung, Verkäufe) | Verkäufe  |
| ---------------------------- | ---------------------------------------------------------------------- | --------- |
| Neuseeland (RMNZ)            | Gold                                                                   | 7.500     |
| Vereinigte Staaten (RIAA)    | 2× Platin                                                              | 2.000.000 |
| Vereinigtes Königreich (BPI) | Silber                                                                 | 60.000    |
| Insgesamt                    | 1× Silber · 1× Gold · 2× Platin ·                                      | 2.067.500 |

Hauptartikel: Lil Wayne/Auszeichnungen für Musikverkäufe